# Michel-Alexandre Petitnicolas
Pour les articles homonymes, voir Petitnicolas.
Michel-Alexandre Petitnicolas, né le 21 août 1828 à Coinches (Vosges), est un prêtre et un missionnaire qui mourut en martyr en Corée le 12 mars 1866.

## Biographie
Né en 1828, Petitnicolas est séminariste à Châtel en 1844, puis au grand séminaire de Saint-Dié. Il séjourne pendant deux ans dans des missions étrangères avant d'être ordonné prêtre en 1852.
Vicaire à Laveline-devant-Bruyères pendant un an, il repart en mission à Pondichéry le 5 août 1853. Dans le district de Kumbakonam, 300 villages réunissant 10 000 chrétiens lui sont confiés. Comme il ne supporte pas le climat, on l'envoie en Chine. Il met à profit son séjour à Hong Kong de 1855 à 1857 pour apprendre le chinois.
En mars 1858, il entre clandestinement en Corée et entreprend de visiter les petites communautés chrétiennes. Il apprend le coréen avec une certaine facilité et commence à rédiger un dictionnaire latin-coréen. Il se trouve en difficulté une première fois lors de la grande persécution de 1860, mais on le charge néanmoins de former des prêtres indigènes.
Au moment de la sanglante persécution des chrétiens en 1866, il est arrêté en même temps que l'abbé Pourthié. Après quelques semaines d'une détention très éprouvante, ils sont décapités le 12 mars 1866. Quatre autres prêtres avaient déjà subi le même sort le 8 mars.
Plusieurs fois exhumé, son corps est déposé dans le caveau de la cathédrale de Séoul le 10 septembre 1900.

## Compléments